# Bembidion debiliceps
Bembidion debiliceps är en skalbaggsart som beskrevs av Thomas Casey. Bembidion debiliceps ingår i släktet Bembidion och familjen jordlöpare. Inga underarter finns listade i Catalogue of Life.